# Guatemoonops
Genre
Guatemoonops est un genre d'araignées aranéomorphes de la famille des Oonopidae.

## Distribution
Les espèces de ce genre se rencontrent au Guatemala et au Mexique.

## Liste des espèces
Selon World Spider Catalog (version 26, 19/05/2025) :
- Guatemoonops augustin Bolzern, Platnick & Berniker, 2015
- Guatemoonops chilasco Bolzern, Platnick & Berniker, 2015
- Guatemoonops huitepec Chamé-Vázquez & Jiménez, 2025
- Guatemoonops jaba Bolzern, Platnick & Berniker, 2015
- Guatemoonops purulha Bolzern, Platnick & Berniker, 2015
- Guatemoonops rhino Bolzern, Platnick & Berniker, 2015
- Guatemoonops zacapa Bolzern, Platnick & Berniker, 2015

## Systématique et taxinomie
Ce genre a été décrit par Bolzern, Platnick et Berniker en 2015 dans les Oonopidae.

## Publication originale
- Bolzern, Platnick & Berniker, 2015 : « Three new genera of soft-bodied goblin spiders (Araneae, Oonopidae) from Mexico, Belize, and Guatemala. » American Museum Novitates, no 3824, p. 1-59 (texte intégral).